# Пол Пот
Салот Сар, известен повече като Пол Пот (Pol Pot, съкращение от Politique Potentielle, „потенциална политика“ на френски) е водач на Червените кхмери и министър-председател на Камбоджа (официално Демократична Кампучия по време на неговото управление) от 1976 до 1979 г., бидейки де факто водач от средата на 1975 г. По време на властта си Пол Пот провежда агресивна политика на преместване на хора от градовете в провинцията в опит да пречисти камбоджанския народ като стъпка към комунистическо бъдеще. Средствата за това включват изтребването на интелектуалците и другите „буржоазни врагове“. Освен това започва и масово избиване на малцинствата в Камбоджа. Днес политиките на неговото правителство широко се обвиняват като причина за смъртта на може би 2 милиона камбоджанци. През 1979 г. той вкарва Камбоджа в катастрофална война с Виетнам, която води до падането на правителството на Червените кхмери.

## Детство
Бащата на Салот – Пен Салот Cap, е доста заможен земевладелец и притежава повече от девет хектара земя. Братът на Салот заема поста на дворцов секретар в столицата Пном Пен, а сестра му Роенг, заедно с негова племенница на име Мийк, са едни от официалните съпруги на крал Монивонг. Може да се каже, че семейството е сред най-влиятелните фамилии в страната.
Когато Салот става на шест години, той е изпратен в Пном Пен, където живее със семейството на брат си. Постъпва в манастир, разположен недалеч от двореца и става послушник. До този момент Салот живее в провинцията, близо до природата и за него животът в Пном Пен и задължението да спазва строгите будистки правила представлява драстична промяна. В манастира Салот става свидетел на един по-скоро ленив и безгрижен начин на живот, който водят монасите. Продължава образованието си в частно католическо училище.

## Международна обстановка
На 7 декември 1941 г., три месеца след качването на престола на принц Сианук, японската императорска армия атакува американската база Пърл Харбър на Хаваите и Кота Бал на Малайския полуостров, който по това време е територия на Великобритания. Това бележи началото на Втората световна война в района на Тихия океан. Под лозунга за велика и просперираща Източна Азия, което означава освобождение на тези територии от властта на европейските сили, японските войски нахлуват в различни райони в Югоизточна Азия и ги окупират. Народът на Камбоджа не подозира за жестокостите, извършвани от японската императорска армия на окупираните територии. Напротив, въодушевени от тези завоевания, през юли същата година камбоджанците организират първата антифренска демонстрация в Пном Пен. Тази демонстрация е разпръсната от френската военна полиция, но покорните до този момент камбоджанци променят отношението си към управляващите чужденци.
През 1945 г., няколко години след като Салот постъпва в гимназията, Втората световна война е към края си, а Франция е почти напълно освободена от германска окупация. Сред еуфорията на победата ръководителят на временното френско правителство Шарл дьо Гол обявява, че Франция има намерение да си възвърне контрола върху Индокитай. Обезпокоени от тази новина, японците започват да арестуват местните френски служители и те се обръщат към краля с призив да обяви независимостта на Камбоджа. Когато обаче през август става очевидно, че Япония губи войната, декларацията за независимост е обявена за невалидна. През 1946 г. страната отново е принудена да приеме френското управление, но този път е разрешено приемането на национална конституция на Камбоджа и създаването на политически партии.

## Студентски живот
През следващата 1947 г. Салот завършва гимназия и постъпва в техническото училище в Пном Пен. По това време той се запознава с Йенг Сари, който е студент в лицея „Сисоват“, където показва блестящи резултати в областта на науката. Сари освен това е и водач на движението срещу френското управление.
В съответствие с очакванията и настроенията на камбоджанския народ, Камбоджанската демократическа партия, въпреки че не е левичарска, си поставя като основна цел освобождението на страната от френската окупация. Поради това френското правителство започва особено стриктно да следи всяка крачка на членовете на партията.
Докато се обучава в техническото училище, Салот се явява на изпит за университет, но не успява да го издържи. През следващата 1949 г., той все пак получава възможност да изучава радиотехника и електротехника във Франция като национален стипендиант. Известно е, че оценките му в университета съвсем не са блестящи, което дава основание да се допусне, че Демократическата партия, с която той е свързан от последните общи избори, най-вероятно му е помогнала да получи възможността да учи във Франция. През август същата година 21-годишният Салот се качва на кораб в Сайгон и заминава за Франция.
Един месец по-късно Салот пристига във Франция, която по това време е обхваната от нарастващия ентусиазъм на комунистическото движение. По време на обучението си в Париж той се увлича по идеите на марксизма-ленинизма. В началото Салот е изключително старателен студент. Докато обсъжда въпроси, свързани с изкуството и философията, той получава възможността да се запознае с философията на комунизма и постепенно започва да възприема неговата идеология. През лятната си ваканция следващата година Салот пътува до Югославия, която, макар че е комунистическа страна, си позволява да се противопостави на политиката на Съветския съюз
Салот се среща с Йенг Сари, който също учи в Париж с национална стипендия. Тази среща е решаваща за включването на Салот в комунистическото движение. Сари го запознава с Кенг Вансак – централна фигура в антиимпериалистическото движение в Камбоджа. Той осигурява квартира на Салот недалеч от неговото жилище в Париж. Тук младежът има възможност да чете различна литература и започва да оформя своите философ¬ски възгледи, залегнали в основата на бъдещата му политика.
В началото на 1955 г. Кенг организира срещи за камбоджански студенти, на които се изучава марксизмът. Едни от участничките в тези срещи са сестрите Понари и Тирит Кхиеу. По-голямата сестра – Понари, е първата камбоджанка, получила университетска диплома по английска литература. Сари и Тирит, които са сгодени още преди идването си в Париж, се женят през лятото на същата година.

## Завръщане в Камбоджа
Салот се завръща от Париж в Пном Пен, където живее отново при брат си. По това време става член на Индокитайската комунистическа партия, която е ядрото на Народната революционна партия. Назначен е на ръководна длъжност близо до границата с Виетнам. Докато пребивава там, Салот получава политическа подготовка като комунист от един монах на име Toy Самоут, който е и водеща фигура в партията.
През ноември същата година, малко преди края на първата Индокитайска война, крал Сианук успява да получи съгласието на Франция за обявяване на независимостта на Камбоджа, като французите поставят условие да запазят своята армия в кралството. При това развитие на нещата организацията Кхмер Исарак, която се бори за независимостта на Камбоджа, става излишна.
Преди изборите за национално събрание крал Сианук предприема един донякъде изненадващ ход, за да консолидира подкрепящите го сили в Камбоджа. През март 1955 г. Сианук предава кралската власт на своя баща Нородом Сурамарит, а самият той създава своя собствена политическа машина – Народна социалистическа общност (Сангкум Риастр Ниюм). Той развива своята дейност като обикновен гражданин. По време на изборите възниква голямо разцепление и в края на септември всички места в националното събрание се оказват заети от членове на Сангкум Риастр Ниюм. Този резултат утвърждава лидерската позиция на Сианук и практически означава възкресяване на абсолютната монархия
Крал Сурамарит умира през 1960 г. През същата година Сианук става държавен глава и съсредоточава в ръцете си цялата политическа власт в Камбоджа. В Южен Виетнам идва на власт президентът Нго Дин Дием, който провежда проамериканска политика. Комунистите във Виетнам подготвят действия срещу тази политическа линия. В Камбоджа Сианук запазва неутралната си позиция. През септември Партията на труда на Северен Виетнам организира важна среща, на която се взема решение, да се помогне на Южен Виетнам и да се започне въоръжена съпротива срещу проамериканското управление. Две седмици по-късно Салот и членовете на Комунистическата партия провеждат тайна среща в Пном Пен, на която официално променят името на партията в Кампучийска партия на труда. Toy Самоут е избран за генерален секретар на новата партия, а Нуон Чеа, който се укрива в Ханой след отстъплението на отрядите на Виетмин, става помощник генерален секретар.
Салот и останалите партийни членове, които са се обучавали в чужбина, са избрани в Централния комитет на партията.
В продължение на две години, до 1962 г. не се наблюдава някаква значима промяна в политическата обстановка. Сианук привлича в своята партия Кхиеу Самфан, който става и неин представител в парламента. Самфан, подобно на Салот, завършва образованието си във Франция. Сианук се опитва да наложи своята идея за „монархически социализъм“ и да се разграничи до известна степен от антикомунистическите си действия в миналото. Назначавайки Кхиеу Самфан за член на своя кабинет, той се стреми да се приближи до левичарски настроените политици. От друга страна, членовете на по-радикалната политическа организация Гражданска асоциация (Прачеачон) един след друг са арестувани и партията почти престава да функционира.

## Червените кхмери
Салон и някои от другите лидери на Виетнамската работническа партия напускат Пном Пен и се отправят към главния щаб на Виетмин в Източната зона, който се намира в джунглата в източната част на Кампонг Чам, близо до границата с Виетнам. Те решават да посветят живота си на създаването на едно бъдещо идеално общество и да превърнат тази мечта в реалност. Под закрилата и покровителството на Северен Виетнам групата се подготвя за деня на революцията. Кралят на Камбоджа Нородом Сианук нарича комунистите като Салот „Червените кхмери“. Той засилва репресиите си срещу тях и това е причина Салот и неговите другари, чиято организационна и военна мощ по това време е твърде малка, да приемат курс на революционна борба срещу официалното управление.
Официално Камбоджа поддържа неутралитет по отношение на войната във Виетнам. Постепенно обаче страната започва да подкрепя Северен Виетнам, тъй като не желае да провокира силния си съсед. Сианук отклонява финансовата помощ, предложена от Съединените щати и мълчаливо одобрява създаването на път до Северен Виетнам, наречен „Пътят Хо Ши Мин“. По него се превозват муниции от Северен Виетнам до Виетконг, без да се преминава през демилитаризираната зона във Виетнам – така наречения 17 паралел. След инцидента в залива Тонкин през 1964 г. Америка започва военна инвазия в Северен Виетнам и бомбардира редица градове в страната, както и пътя „Хо Ши Мин“. Така Камбоджа е въвлечена във Виетнамската война, въпреки нейното нежелание. През 1965 г. Сианук прекратява дипломатическите връзки на страната със Съединените щати заради извършените от тях бомбардировки на камбоджанска територия.
Салот е разочарован от политиката на Северен Виетнам и остава много малко време в Ханой, след което през март 1966 г. заминава за Пекин. По това време в Китай се извършва Великата пролетарска културна революция, ръководена от Мао Дзедун. Салот вижда ентусиазма на населението, което приема идеите на Мао за централната роля на бедните селяни в управлението на страната, и е убеден в успеха на тази революция. Той самият е на мнение, че Камбоджа само би спечелила от една подобна революция.
След завръщането си от Китай Салот прекарва няколко години в Ратанакири, планинска местност в североизточната част на Камбоджа. Тук той продължава да координира действията на антиправителствените партизански отряди.
Племето, което обитава тези земи, се нарича кхмер ли (планински кхмери). Те обработват колективно земята, използвайки добре известния начин на изсичане и изгаряне на гористи райони, за да си осигурят земеделски площи.
Според Салот животът на кхмер ли, които не познават парите и пазарното стопанство, е чудесен пример за първобитен комунизъм, а колективният начин, по който обработват земята, е най-ефективното средство за увеличаване на зърнената реколта. От тях той заимства идеята за земеделските комуни, които се опитва да създаде по-късно.
През септември Салот се завръща в Камбоджа и променя името на партията в Комунистическа партия на Кампучия, след което премества базата ѝ в Ратанакири.
По това време погрешните политически решения на Сианук и твърдите мерки на министър-председателя Лон Нол в полза на антивиетнамската политика стават причина за намаляването на приходите в хазната. Усилията на Сианук да избегне въвличането на Камбоджа във войната във Виетнам са напразни. През 1969 г. страната възстановява дипломатическите си отношения със Съединените щати с намерението да помоли американците за помощ. Очакванията на Сианук обаче не се оправдават. Освен това сега вече американската армия има пълното право да бомбардира базите на Виетконг на територията на Камбоджа, но Сианук все още успява да избегне директния конфликт със Северен Виетнам. В резултат на тези политически ходове той изгубва подкрепата както на левите, така и на десните партии в Камбоджа и изпада в изолация.
В края на 1969 г. Салот отново заминава за Ханой, за да обсъди дейността на отрядите си с лидерите на Виетнамската партия на труда. Правителството на Северен Виетнам се обръща с молба към Червените кхмери да преустановят партизанската си борба и да подкрепят северновиетнамската армия и Националния фронт за освобождение. Салот обаче отказва да се отзове на тези призиви, защото е разочарован от пренебрежителното отношение на Северен Виетнам към Комунистическта партия на Кампучия. Разбира се, той няма към кого друг да се обърне за помощ, освен към Виетнам, но според него, ако революцията в Камбоджа не се осъществи от самия народ, съдбата на страната би била да понася непрекъснато намесата на такъв могъщ съсед като Виетнам. Салот смята, че подобна несправедливост продължава вече твърде дълго.
В началото на 1970 г. Сианук заминава на почивка във Франция. Скоро след отпътуването на Сианук, Лон Нол се заема със своя план да всее раздор в редовете на Комунистическата партия. Поставя на гласуване депортирането на Сианук и на 19 март заема мястото му като държавен глава. Това по същество е държавен преврат, ръководен от Лон Нол, който има проамериканска и антикомунистическа насоченост.
Докато се спира за кратко в Москва при връщането си от Франция, Сианук е вбесен от предателството на Лон Нол, но нищо не може да се направи. Единственото, което му остава, е да следва първоначалната си програма и да замине за Пекин. Новината за преврата, извършен от Лон Нол, е пълна изненада за Салот, който по това време е в Ханой. Той веднага заминава за Пекин, придружен от Фам Ван Донг, министър-председател на Северен Виетнам. След като се срещат с Чжоу Енлай – министър-председател на Китай, те решават да създадат Национален освободителен фронт на Кампучия. Посещението на Салот е запазено в тайна, за да не се провокира Сианук.
През май 1970 г. в Пекин е взето решение за създаване на Национален фронт за освобождение на Камбоджа. Един месец по-късно Лон Нол променя името на страната и то вече е Кхмерска република. Комунистическите групи в Камбоджа са атакувани от американски и южновиетнамски военни части, но Червените кхмери имат пълната подкрепа на Северен Виетнам и Китай, а борбата им е оправдана, защото целта им е да възстановят законния лидер на страната-крал Сианук. Въпреки че е изгубил предишното си влияние в политическия живот на страната, Сианук все още се ползва с популярност сред народа.
Тази популярност се оказва полезна за Салот при набирането на нови бойци за осъществяването на мечтаната революция. Той назначава Кхиеу Самфан за свой говорител, който излиза с декларация, че Салот и неговата партия са лоялни към Сианук, макар че самият Салот все още не е известна фигура на политическата сцена.
До края на 1971 г. Фронтът за национално освобождение постепенно установява контрол в редица населени места. От началото на съвместните действия Червените кхмери успяват в рамките на няколко години да укрепят своя военен и административен потенциал. В контролираните от тях райони на страната те започват да осъществяват своя предварително разработена политика, но в същото време продължават да водят сражения с армията на Лон Нол, който постепенно започва да губи позиции. В икономическите планове на Червените кхмери е залегнало развитие на селското стопанство чрез създаването на земеделски комуни. Всяка комуна се контролира от отговорник, наричан „ангкар“, а тези отговорници са контролирани от други, по-старши. Върховният „ангкар“ е самият Салот, който получава титлата „Брат номер едно“ и оттогава е известен като Пол Пот, от френския израз „Politique potentielle“ (Потенциална политика). С това име го титулува китайското ръководство.

## Пол Пот на власт
През януари 1975 г. град Пном Пен е обсаден и подложен на непрекъснати атаки от страна на Червените кхмери. За известно време най-значимата военна сила на страната на Салот е армията на Северен Виетнам, тъй като бойците на Червените кхмери са разпръснати из цяла Камбоджа. Освен това те не са обучени, екипирани са зле и не са в състояние да се противопоставят на армиите на американците и на Южен Виетнам. Салот се заема със задачата да организира своите войски и да укрепи бойната им ефективност, докато армията на Северен Виетнам удържа американците и южновиетнамците в залива, далеч от границата.
За Пол Пот, хората, избягали от провинцията по време на гражданската война, за да търсят убежище в градове като Пном Пен или Батамбанг, са предатели и изменници на революционната кауза. Още повече, че те търсят закрилата на капиталистическата система и поради това са считани за „врагове“. Гражданите са разделяни на две групи: „стари хора“, които живеят в освободените райони преди началото на революцията, и „нови хора“, които са избягали от селата и са потърсили спасение в градовете. Последните са лишени от всякакви права и осъдени на тежък труд в комуните. Пол Пот забранява парите и пазара, а така също и всякаква частна собственост. Цялата частна собственост се превръща в национална и на гражданите им е разрешено единствено да притежават своите черни униформи и приборите си за хранене. Дори и децата се възприемат като национална собственост. Когато навършат пет или шест години, те са отделяни от семействата им и са изпращани в институции, където ги възпитават в духа на революционните принципи.
Камбоджанците са лишени от правото да изповядват свободно своята религия – той изобщо забранява религията. Всички храмове и църкви са разрушени. Нещо повече – слага се край на всяка съществуваща институция като училище, болнична система, брак и семейство. Всичко това се превръща в непреодолима пречка за насърчаването и популяризирането на революцията, извършвана от Пол Пот.
През септември Сианук се завръща от Пекин и му е поверен незначителният пост на държавен глава. През януари 1976 г. в Демократична Кампучия е приета нова конституция. На този етап все още не е оповестено съществуването на Комунистическата партия на Кампучия. Няколко месеца по-късно Сианук официално подава оставка под предлог, че не е в състояние да се приспособи към ситуацията. Пол Пот обаче смята, че Сианук би могъл да му бъде полезен при управлението, и заявява, че би се съгласил да приеме оставката му само при условие че Сианук остане в Кампучия. По-късно за държавен глава е избран Кхиеу Самфан. През април, една година след превземането на Пном Пен, Пол Пот става министър-председател на Демократична Кампучия, използвайки фалшивата легенда, че е 47-годишен общ работник от ферма за евкалиптови дървета
През август 1976 г. Пол Пот обявява „четиригодишен план за интеграция на социализма“ и има за цел създаването на благоденстващо социалистическо общество в Демократична Кампучия, като се направи опит да се осигури чужда валута чрез увеличаване на производството в селското стопанство. Следващата крачка е, като се използва тази чуждестранна валута, да се осигури развитието на леката и тежката промишленост. Според този план очакваните добиви на ориз са поне три тона от хектар на фона на получаваните по това време средно по-малко от тон на хектар. Разчита се този план да се осъществи благодарение на „революционната страст“, а не чрез прилагането на някакви нови аграрни методи. Всеки, който не може да достигне този добив, е екзекутиран за саботиране на революционната дейност.
Тези, които успяват да избегнат незабавната екзекуция, са арестувани и изпращани в затвор S-21 в околностите на Пном Пен. Въпреки физическото и психическото изтощение, хората работят с всички сили. Мнозина припадат от изтощение и недохранване, принудени да се трудят в непоносима жега и при ужасяващи условия. Тъй като лекарите са екзекутирани, припадналите са оставяни на грижите на младите войници от отрядите на Червените кхмери, които нямат никакви познания по медицина.
След като Пол Пот застава начело на страната, настъпва влошаване на отношенията между Кампучия и Виетнам. Двете съседни държави не могат да достигнат до съгласие по отношение на граничната линия, поради което продължават престрелките между частите на виетнамската армия, разположени край границата и кампучийските отряди. През януари 1977 г. Пол Пот заповядва на войските, чиито позиции са в източната част на страната, да бомбардират вътрешни територии на Виетнам. Самдех Хун Сен, който е заместник-командир на армията в 21-ви район, се съмнява в ефикасността на тази заповед и отлага нейното изпълнение. През юни Хун Сен получава заповед да се яви пред своя „ангкар“. Той осъзнава, че е напълно вероятно да не се завърне жив от тази среща и заедно с група свои приближени бяга във Виетнам.
Два месеца по-късно армията на Кампучия започва да бомбардира виетнамската провинция Тай Нин. Приблизително по това време Пол Пот обявява в предаване на радио Пном Пен съществуването на комунистическата партия на Кампучия, което до този момент е пазено в тайна. Това е първата му публична поява като министър-председател на Демократична Кампучия. В своето изявление той поставя ударение на намерението си да осъществява прокитайска политика като целта му е да осигури подкрепата на Китай за режима си.
Напрежението по източната граница нараства и Пол Пот е принуден да смекчи твърдата си политика. Той освобождава Сианук, който до този момент е под домашен арест в своя дворец, а след това смекчава режима, на който са подложени „новите хора“. Опитва се да подобри условията на труд и да възстанови контрола на централната власт върху администрацията, която почти не функционира, обхваната от панически страх заради провежданите чистки.
Наблюдава се и известна активност на дипломатическо ниво. Пол Пот често се среща с представители на различни страни и ги информира за агресивните действия, предприемани от Виетнам. Въпреки цялата тази политика обаче, все още съществува следственият център S-21, в който продължат да се извършват масови убийства.

## Падане от власт
Хенг Самрин и неговите войници, които в продължение на няколко месеца се укриват в джунглите, преминават границата и се присъединяват към групата на Самдех Хун Сен. В началото на декември 1978 г. те създават Кампучийски национален обединен фронт за национално спасение. На 25 декември виетнамската армия предприема мощна офанзива срещу Демократична Кампучия, в която участват милиони войници. Атаката е предприета като официален отговор на призива за помощ на Кампучийския национален обединен фронт за национално спасение.
През януари 1979 г. Сианук държи пламенна реч на най-високо равнище – пред Съвета за сигурност на ООН, в която обявява създаването на Народна република Кампучия. Неин председател е Хенг Самрин, а министър на външните работи – Самдех Хун Сен.
Червените кхмери и Пол Пот, които са свалени от власт, се укриват в джунглата близо до границата с Тайланд и водят партизанска война. През февруари Китай, който подкрепя Пол Пот, предприема военни действия по границата си с Виетнам заради виетнамската инвазия в Кампучия. Виетнамската армия обаче не отстъпва от своите позиции дори и след бомбардировките.
Правителството на Хенг Самрин прави достояние на целия свят зверствата, извършвани от режима на Пол Пот, опитвайки се по този начин да оправдае нахлуването на виетнамската армия в Кампучия. Твърди се, че броят на жертвите е между един и два милиона. В резултат на всичко това Пол Пот и Йенг Сари, бившият представител на Демократична Кампучия в ООН са съдени задочно от специално създаден за тази цел съд и получават смъртни присъди. Демократична Кампучия обаче остава членка на ООН. Смята се, че причината за подобно развитие на нещата се дължи на факта, че Съединените щати и Асоциацията на страните от Югоизточна Азия (ASEAN), разтревожени от възможността за разпространението на комунизма и в други страни в района, оказват натиск върху решението на ООН.
Междувременно, през октомври същата година Сон Сан, министър-председател при управлението на Сианук, създава Кхмерски народен националноосвободителен фронт (KPNLF). Сон Сан е антикомунист и пролиберално ориентиран политик, който се ползва от подкрепата на Тайланд. От друга страна, Червените кхмери заявяват, че са готови да сменят Пол Пот, предвид обстоятелствата, с Кхиеу Самфан, който да ги представлява. Всъщност нещата не се променят особено и Пол Пот все още е на власт.
Червените кхмери са облагодетелствани от помощта на Китай и са най-силни във военно отношение измежду трите фракции. Войниците в техните отряди са получили добро обучение в редовете на северовиетнамската армия, когато заедно се сражават срещу армията на Лон Нол, а освен това имат и добър опит при воденето на партизанска война. Срещу армията на Самрин те успешно прилагат тактиката на внезапните нападения и бързото оттегляне в джунглата, преди врагът да е в състояние да отговори на атаката.
През 1985 г. когато Хун Сен става министър-председател при управлението на Йенг Самрин, Пол Пот обявява своето решение да се оттегли от ръководния си пост. През този период Виетнам започва да провежда нова политика, наречена Дои Мои (възстановяване), която не изключва някои характеристики на капиталистическата система и е повлияна от Перестройката, осъществявана в Съветския съюз. Либералните промени във виетнамската политика изиграват важна роля и правят възможно организирането на среща между Сианук и Хун Сен през 1986 г.

## Краят на Пол Пот
Усилията на международната общност да въдвори мир в Камбоджа срещат твърдия отпор на Червените кхмери. Срещата между коалиционното правителство на Демократична Кампучия (CGDK) и представители на правителството на Йенг Самрин в Токио през 1990 г. е бойкотирана в последната минута от Самфан. Въпреки това, на срещата е постигнато споразумение за създаване на Висш национален съвет на Камбоджа (SNC).
След края на Студената война политическата обстановка в Югоизточна Азия също се променя. Когато Съветският съюз изказва неодобрението си на факта, че коалиционното правителство на Кампучия има представителни права в ООН, Китай, който е единствената страна, подкрепяща Камбоджа, убеждава Червените кхмери да приемат компромиса. От този момент нататък подготовката за мирното споразумение върви по-гладко и през октомври 1991 г. то е подписано в Париж. Според него Камбоджа трябва да остане под контрола на омиротворителните сили на ООН (UNTAC), докато не бъде сформирано ново правителство. През следващия месец в Камбоджа след 13-годишно отсъствие се завръща Нородом Сианук, който се радва на топло посрещане от страна на камбоджанския народ.
Пол Пот обаче не се подчинява на заповедта за разоръжаване и организира нападения срещу мироопазващите сили на ООН. Той отказва да вземе участие в проведените през 1993 г. общи избори, продължавайки съпротивата от джунглите, в които се укрива, дори след създаването на Кралство Камбоджа. През 1994 г. Червените кхмери са обявени извън закона от новото правителство.
Техните водачи са изтощени от дългата и безнадеждна съпротива. След като през август 1996 г. се предава Йенг Сари, и останалите бойци, един след друг, започват да дезертират, което чувствително намалява военната мощ на Червените кхмери. На 10 юни следващата година Пол Пот екзекутира Сон Сен, който отговаря за затвор S-21. Той е екзекутиран заедно със семейството си във военния лагер Анлонг Венг в Северозападна Камбоджа, тъй като е обвинен във воденето на тайни преговори с новото правителство и в организирането на заговор, насочен срещу Червените кхмери.
Една седмица по-късно Пол Пот е арестуван от своите войници и е осъден на доживотен затвор от сформирания в лагера съд. През 1999 г. Червените Кхмери са разформировани. Хората, свидетели на събитията по време на тяхното управление, наричат този период „самаи а-Пот“, което на кхмерски означава „срамната епоха на Пот“. През 2011 г. четирима от най-високопоставените и най-доверените приближени на Пол Пот – „брат №2" Нуон Чеа, бившият президент Кхиеу Самфан, бившият външен министър Йенг Сари и съпругата му и бивш социален министър Йенг Тирит са изправени пред Извънредния международен трибунал в Пном Пен по обвинения в престъпления срещу човечеството и геноцид. Те са подведени под отговорност за смъртта на близо 2 милиона души от болести, глад, принудителен тежък физически труд, изтезания и екзекуции в периода 1975 – 1979 г.